# Złoty Mur (Tatry)

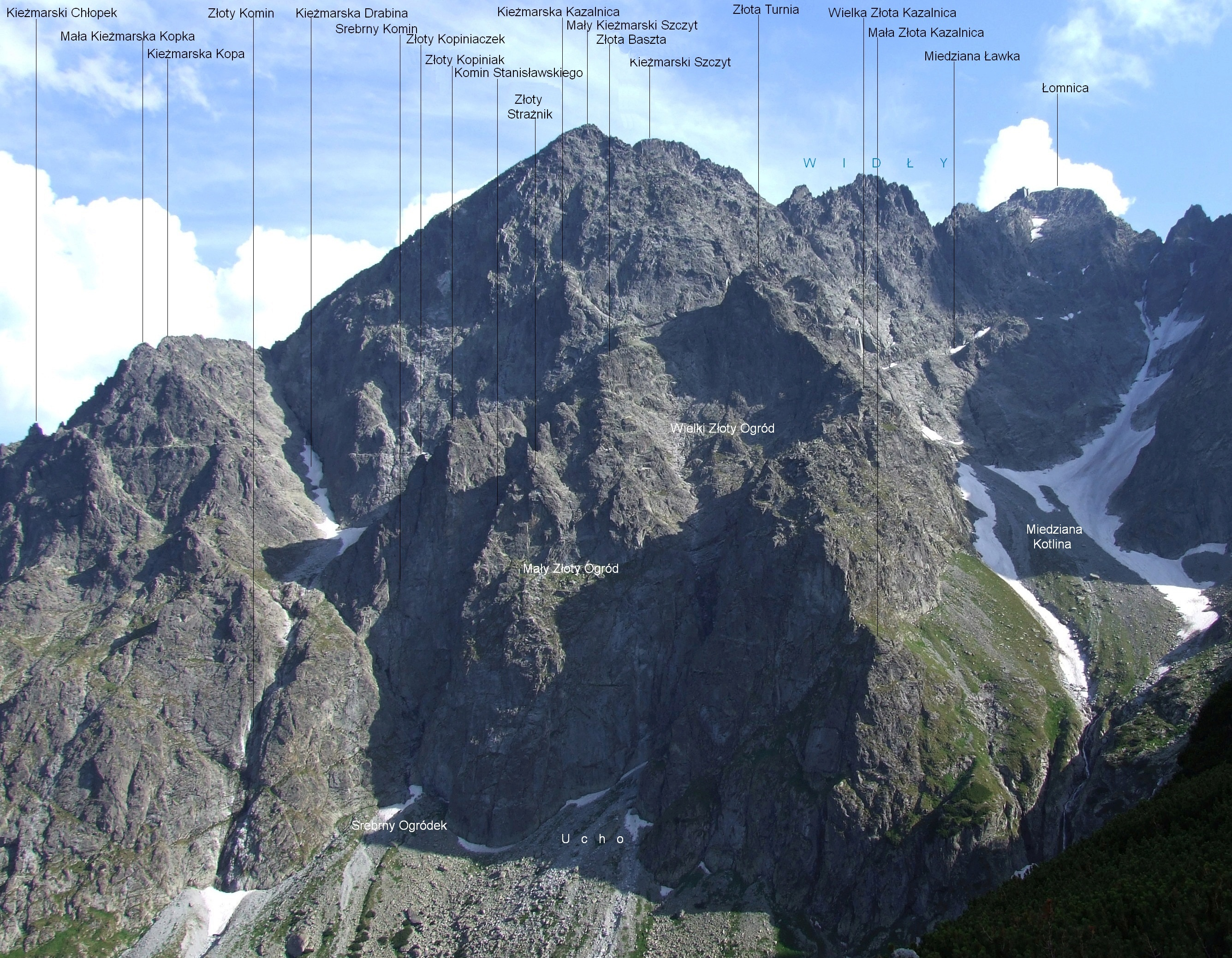

Złoty Mur – krótka, skalna grań łącząca Złotego Kopiniaka (słow. Pavúkova veža) ze Złotą Turnią (Ušatá veža) na północnej ścianie Małego Kieżmarskiego Szczytu (Malý Kežmarský štít) w słowackich Tatrach Wysokich. Stanowi dolne obramowanie żlebu Niemieckiej Drabiny (Nemecký rebrík) na tym odcinku. Opada do niej ścianą o wysokości około 20 m. Na przeciwległą, północną stronę ze Złotego Muru bardzo stromo opada szeroki żleb do Srebrnego Kotła – niewielkiego kociołka między graniami Złotego Kopiniaka, Złotego Muru i Złotej Baszty. Żleb ma długość około 30 m. W dół ze Srebrnego Kotła bardzo stromo opada Komin Stanisławskiego – największy z kominów na północnej ścianie Małego Kieżmarskiego Szczytu.
Przez Złote Mury prowadzą drogi wspinaczkowe.